# Antonio de Gironella
Antonio de Gironella y Ayguals (Barcelona, 1789-París, 1855), fue un político liberal, abogado y escritor catalán de la primera mitad del siglo XIX .

## Vida
Era hijo del comerciante José de Gironella y Ramoneda. Fue abogado. Se casó con Maria Dodero, hija de Antonio Dodero, de la familia de comerciantes genovesos de este apellido. Y a través de ellos emparentó con los Sagnier y los Vilavechia.

## Actividad literaria
Publicó obras teatrales (Cristina o el triunfo del talento, 1832), la novela en verso  Los odios (París, 1840), una traducción de la Odisea al castellano (1851) y Délassements de un Visigoth. Macédoine polyglotte (París, 1853), recoge de poesías en castellano, en francés y en italiano, y una en catalán, Lo penitente, publicada el 1858 a Los trovadores nuevos.

### Obra propia
- 1832 : Gironella y Ayguals, Antonio de (1832). Cristina, o, El triunfo del talento : comedia en tres actos y en verso. Barcelona: Imprenta de A. Bergnes.
- 1836 : Gironella, Don Antonio de (12 de marzo de 1836). Manifiesto de Don Antonio de Gironella, primer Comandante del 6º Batallón de línia de la Guardia Nacional de Barcelona; en demostración de la pureza de su conducta en lo smovimientos Populares que en los días 4 y 5 de Enero del presente año ocurrieron en aquella Ciudad. Santa Cruz de Tenerife: Imprenta de Vicente Bonet. pp. 11 pàgs. Consultado el 28 de septiembre de 2016.
- 1840 : A.G. (1840). Los odios, novel·la épica en seis cantos (htlm). París: Librería estrangera y oriental de Girard Hermanos. p. 338. Consultado el 29 de septiembre de 2016.
- 1851 : Homero; Gironella, A. de (trad.) (1851). La Odisea de Homero. Barcelona: Imprenta y Libreria Politecnica de Tomás Gorchs.
- 1853 : Gironella, Antonio de (1853). Délassements d'un visigoth: macèdoine polyglotte. París: Imprimerie de Madame de Lacombe. p. 216. Consultado el 29/09/2016 , francés, italiano y catalán.

### Obras de referencia
- Raull, Francisco (1835). Historia de la conmoción de Barcelona en la noche del 25 al 26 de julio de 1835; causas que la produjeron y sus efectos hasta el día de esta publicación (htlm) (2ª ed. edición). Barcelona: Impr. de A. Bergnes. Consultado el 29 de septiembre de 2016.
- Manifiesto de las operaciones principales de la Junta de Barcelona creada en 10 de agosto y disuelta en 22 de octubre de 1835 (htlm). Barcelona: Imprenta de Tomás Gaspar. Consultado el 28 de septiembre de 2016.
- Roca Vernet, Jordi (2011). La Barcelona revolucionària i liberal: exaltats, milicians i conspiradors (pdf) (en catalán). Barcelona: Fundació Noguera. ISBN 9788499751696. Archivado desde el original el 2 de diciembre de 2020. Consultado el 28 de septiembre de 2016.
- Ruiz Jiménez, Marta (2007). «Lista de comuneros - Gironella Ayguals, Antonio». El liberalismo exaltado. La confederación de comuneros españoles durante el Trienio Liberal. Madrid: Editorial Fundamentos. pp. pág. 228. ISBN 9788424511128. Consultado el 28 de septiembre de 2016.
- Margenat Padrós, Joaquim. «La finca de Can Gironella». El poble de Sarrià entre 1800 i 1900 (web).